# System oświaty w Rosji

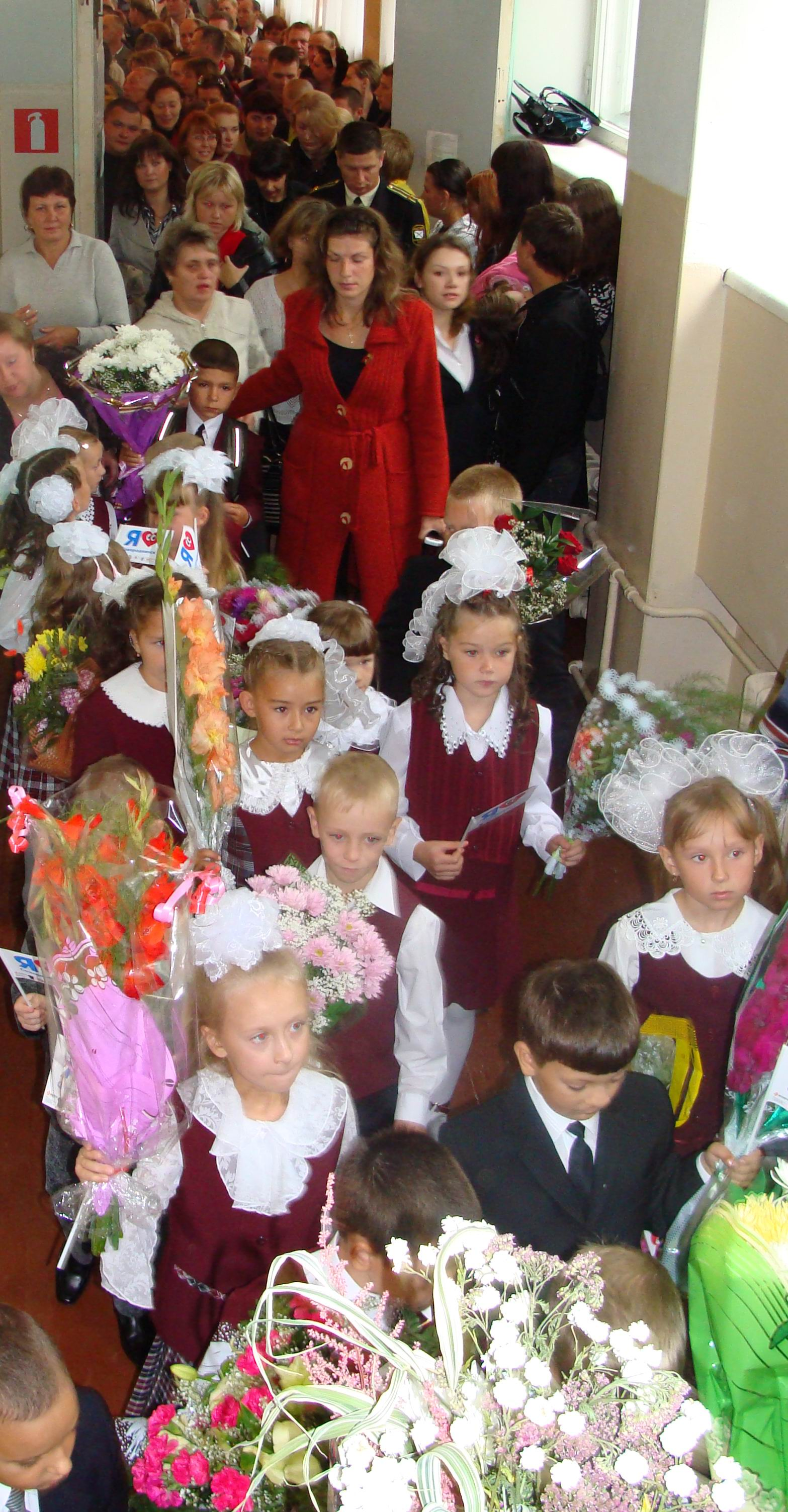
1 września w rosyjskich szkołach jest obchodzony Dzień Wiedzy (ros. День знаний) – święto edukacji. W tym dniu uroczyście rozpoczyna się rok szkolny (formalnie rozpoczyna się 2 września), który kończy się pod koniec maja (od 25 do 31 maja – w zależności od klasy)

System oświaty w Rosji – struktura szkolnictwa w Rosji, obejmująca przedszkola, szkoły podstawowe, gimnazja, placówki ponadgimnazjalne, policealne, artystyczne oraz inne placówki edukacyjne, jak również organizacja prawno-administracyjna tej struktury, łącznie z zapewnieniem źródeł finansowania.
Edukacja w Rosji jest zapewniana przede wszystkim przez państwo i regulowana przez Ministerstwo Edukacji i Nauki Federacji Rosyjskiej. Władze poszczególnych autonomicznych republik Federacji Rosyjskiej oraz jednostek administracyjnych regulują działalność edukacyjną w ramach własnego prawodawstwa, ale zawsze na warunkach dopuszczonych przez ustawodawstwo federalne.
Przed rokiem 2007 w Rosji obowiązywał 9-letni program (cykl) nauczania z jego opcjonalnym wydłużeniem do 10–11 lat. Począwszy od 1 września 2007 minimalny cykl obowiązkowej edukacji został wydłużony do 11 lat (do 17–18 roku życia). Obowiązkowe wykształcenie na poziomie podstawowym zostało zastąpione przez obowiązkowe wykształcenie na poziomie średnim. Przed 2007 rokiem podmioty federalne mogły wprowadzić większy obowiązkowy standard edukacyjny. Moskwa wprowadziła przymusowy 11-letni cykl edukacyjny w 2005 roku; podobne ustawodawstwo, wydłużające obowiązkowy 9-letni program nauczania istniało przed 2007 w Kraju Ałtajskim, Jakucji oraz w obwodzie tiumeńskim. Uczeń pomiędzy 15 a 18 rokiem życia może opuścić szkołę za zgodą rodziców oraz władz lokalnych, a bez tej zgody – po ukończeniu 18 roku życia. Wydalenie ze szkoły za wielokrotne naruszanie regulaminu szkolnego jest możliwe w przypadku gdy uczeń ukończył 15 rok życia.
Edukacja w należących do państwa szkołach podstawowych oraz średnich jest wolna od opłat; edukacja na poziomie szkoły wyższej jest również co do zasady darmowa, jednakże z pewnymi wyjątkami: znaczna liczba studentów musi opłacać pełne czesne. Mężczyźni i kobiety mają równy dostęp do wszystkich poziomów kształcenia, jak również równy udział procentowy w edukacji, z wyjątkiem poziomu uniwersyteckiego, gdzie kobiety stanowią 57% wszystkich studentów.
Obowiązująca federalna ustawa „O edukacji w Federacji Rosyjskiej” ((ros.) Федеральный закон РФ „Об образовании в Российской Федерации”) z 31 grudnia 2012 (weszła w życie 1 września 2013) w przypisie art. 67 wskazuje, iż edukacja przygotowawcza dzieci w placówkach oświatowych, które zapewniają podstawowy program edukacji rozpoczyna się – w przypadku braku przeciwwskazań zdrowotnych – w wieku sześciu lat i sześciu miesięcy, jednak nie później niż w wieku ośmiu lat. Na wniosek rodziców (prawnych przedstawicieli) założyciel instytucji edukacyjnej może zezwolić na rozpoczęcie edukacji dziecka w młodszym wieku. Ten sam przypis wskazuje, iż edukacja przedszkolna w placówkach oświatowych może rozpocząć po osiągnięciu przez dzieci wieku dwóch miesięcy.
Według spisu powszechnego z 2002 roku poziom alfabetyzmu w Rosji wynosił 99,4% (99,7% wśród mężczyzn i 99,2% wśród kobiet). Według danych Banku Światowego 54% ludzi w wieku produkcyjnym w Rosji posiada co najmniej wykształcenie na poziomie uniwersyteckim lub inżynierskim, co daje Rosji pod tym względem pozycję światowego lidera. 47,7% ukończyło edukację na stopniu szkoły średniej, 26,5% ukończyło gimnazjum, a 8,1% posiada wykształcenie podstawowe. Najwyższy procentowy udział – wynoszący 24,7% – w poziomie wykształcenia na stopniu uniwersyteckim obserwuje się u kobiet w wieku 35–39 lat (ten sam współczynnik dla mężczyzn w tym samym wieku wynosi 19,5%).
Do prywatnych placówek edukacyjnych uczęszcza 1% dzieci w przedszkolach, 0,5% dzieci w szkołach podstawowych oraz 17% studentów w szkołach wyższych.

## Edukacja w Rosji – wybrane dane statystyczne

### Wartość dodana brutto rosyjskiego systemu edukacji na tle produktu krajowego brutto Federacji Rosyjskiej
Wartość dodana brutto w rosyjskim systemie edukacji wyniosła w poszczególnych latach (w nawiasie produkt krajowy brutto Federacji Rosyjskiej w cenach rynkowych):
- 2002 – 280 mld rub (10 830,5 mld rub)
- 2003 – 317,9 mld rub (13 208,2 mld rub)
- 2004 – 401 mld rub (17 027,2 mld rub)
- 2005 – 493,2 mld rub (21 609,8 mld rub)
- 2006 – 619,3 mld rub (26 917,2 mld rub)
- 2007 – 769,9 mld rub (33 247,5 mld rub)
- 2008 – 970,7 mld rub (41 276, 8 mld rub)
- 2009 – 1134,2 mld rub (38 807,2 mld rub)
- 2010 – 1226,0 mld rub (46 308,5 mld rub)
- 2011 – 1387,8 mld rub (55 6440,0 mld rub)
- 2012 – 1578,8 mld rub (61 810,8 mld rub)
- 2013 – 1733,1 mld rub (66 689,1 mld rub)

### Wydatki państwowe na edukację w Federacji Rosyjskiej
Na posiedzeniu prezydenta Federacji Rosyjskiej Władimira Putina, które odbyło się w listopadzie 2010 roku powiedział on, że na program edukacji w Rosji w latach 2011–2015 zostanie wyasygnowane 137 mld rubli: znaczące środki zostaną wykorzystane w celu wspierania uzdolnionych dzieci, a także tworzenia centr dla uzdolnionej młodzieży przy federalnych uniwersytetach oraz szkół kształcenia na odległość przy uniwersytetach badawczych. Ponadto jednym z założeń programu jest kontynuowanie rozbudowy bazy materialno–technicznej uczelni federalnych.
Wydatki publiczne na edukację w Federacji rosyjskiej w poszczególnych latach przedstawia poniższa tabela.
| Rok  | Wydatki z budżetu federalnego, w mld rub. |
| ---- | ----------------------------------------- |
| 1997 | 18,5                                      |
| 1998 | 17,2                                      |
| 1999 | 20,8                                      |
| 2000 | 37,6                                      |
| 2001 | 55,1                                      |
| 2002 | 82,3                                      |
| 2003 | 101,6                                     |
| 2004 | 122,1 (119,3)*                            |
| 2005 | 162,1 (160,5)*                            |
| 2006 | 206,3 (211,9)*                            |

| Rok  | Wydatki z budżetu federalnego, w mld rub. |
| ---- | ----------------------------------------- |
| 2007 | 277,9 (319,3)*                            |
| 2008 | 384,4                                     |
| 2009 | 448,1                                     |
| 2010 | 444,0 (456,8)*                            |
| 2011 | 531,2                                     |
| 2012 | 603,5                                     |
| 2013 | 605,7                                     |
| 2014 | 547,7**                                   |
| 2015 | 572,6**                                   |

### Średnie uposażenie nauczycieli w Federacji Rosyjskiej
Według danych opublikowanych przez Federalną Służbę Statystyczną średnia miesięczna pensja pracownika zatrudnionego w rosyjskim systemie oświaty wynosiła w 2009 roku 13,3 tys. rub, z tym że uposażenie pracownika różniło się w zależności od wykonywanej pracy (jego pozycji w systemie oświaty) i wynosiło (bez dodatków):
- 9,7 tys. rub miesięcznie – w przypadku nauczyciela zatrudnionego na szczeblu edukacji przedszkolnej;
- 10 tys. rub miesięcznie – na szczeblu edukacji początkowej;
- 12,2 tys. rub miesięcznie – w dodatkowym kształceniu dzieci (ros. Дополнительное образование детей; wdrażanie dodatkowych programów edukacyjnych, m.in. dla uzdolnionych dzieci);
- 11 tys. rub miesięcznie – w przypadku nauczyciela realizującego program nauczania odpowiadający podstawowemu wykształceniu ogólnemu (gimnazjalnemu);
- 13 tys. rub miesięcznie – w przypadku nauczyciela realizującego program nauczania odpowiadający pełnemu wykształceniu średniemu (ogólnokształcącemu);
- 12,1 tys. rub miesięcznie – w przypadku nauczyciela realizującego program wykształcenia zawodowego;
- 15,7 tys. miesięcznie – w przypadku nauczyciela realizującego program odpowiadający wykształceniu średniemu zawodowemu;
- 20,2 tys. miesięcznie – w przypadku nauczyciela realizującego program odpowiadający wykształceniu wyższemu

Od tego czasu pensje nauczycieli w Rosji znacząco wzrosły. Przeciętne miesięczne wynagrodzenie nauczycieli kształcenia ogólnego w drugim kwartale 2013 roku wzrosło w porównaniu do pierwszego kwartału o 25,5% i wyniosło 32 200 rub. W tym samym czasie średnia pensja nauczyciela zatrudnionego w przedszkolu osiągnęła poziom 24,1 tys. rub. Według danych opublikowanych przez Federalną Służbę Statystyczną jeszcze w marcu 2010 średnia pensja w rosyjskim systemie oświaty wynosiła 13,5 tys. rubli miesięcznie, a więc była zdecydowanie niższa niż w 2013.

## Edukacja przedszkolna
Według spisu powszechnego z 2002 roku 68% dzieci (78% dzieci w miastach i 47% w obszarach wiejskich) w wieku 5 lat uczęszczało do przedszkola. Według danych UNESCO, poziom procentowy dzieci realizujących jakikolwiek program nauczania przedszkolnego wzrósł z 67% w roku 1999 do 84% w 2005.
Działalność przedszkoli, w przeciwieństwie do szkół, jest regulowana przed władze regionalne i lokalne. Ministerstwo Edukacji i Nauki Federacji Rosyjskiej reguluje jedynie krótki przedszkolny program przygotowawczy przeznaczony dla dzieci w wieku 5–6 lat. W 2004 roku rząd podjął próbę obciążenia rodziców kosztami związanymi z edukacją przedszkolną, jednakże spotkała się ona z silnym sprzeciwem społecznym, w związku z czym rząd zrewidował swoje stanowisko i wycofał się z pomysłu. Obecnie władze lokalne (samorządowe, republik związkowych) mogą prawnie pobierać od rodziców opłaty co do zasady jedynie w wysokości nie przekraczającej 20% usprawiedliwionych kosztów edukacji dziecka na poziomie przedszkolnym. Wyjątek stanowią bliźnięta, dzieci studentów, uchodźców, osób poszkodowanych przez katastrofę jądrową w Czarnobylu oraz dzieci osób należących do innych, szczególnie chronionych przez prawo grup społecznych – zgodnie z obowiązującym prawem edukacja przedszkolna takich dzieci jest zawsze darmowa.
System edukacji funkcjonujący w ZSRR obejmował opieką przedszkolną niemal wszystkie małe dzieci rodziców mieszkających w obszarach miejskich – począwszy do tych w wieku 1–3 lat, które trafiały do żłobków, skończywszy na większych dzieciach w wieku 3–7 lat, które uczęszczały do przedszkoli. Jeszcze w latach 80. XX wieku istniało 88 tys. żłobków i przedszkoli. Po upadku Związku Radzieckiego liczba tych placówek spadła do 46 tys.; budynki żłobków i przedszkoli były bardzo często sprzedawane oraz nierzadko przebudowywane w stopniu, który uniemożliwiał ich powtórne wykorzystanie w celach edukacyjnych. W latach 90. placówki, które oparły się likwidacji, bardzo często dbały o zapewnienie wysokiej jakości usług, zwiększały poziom, będąc przy tym postrzegane przez znaczną część społeczeństwa jako niemal nieodzowne w celu prawidłowego przygotowania dzieci do edukacji szkolnej. W tym samym czasie, mimo bardzo dużego zapotrzebowania nie nastąpił zrost procentowy edukacji zapewnianej przez prywatne żłobki i przedszkola. Wynikało to w dużej mierze z negatywnych działań administracji samorządowej i regionalnej w tym zakresie oraz bardzo wysokie kosztów utrzymania prywatnej placówki przedszkolnej; co więcej – udział procentowy dzieci uczęszczających do prywatnych przedszkoli spadł z 7% w 1999 do 1% w 2005 roku.
Wzrost gospodarczy, który nastąpił po zakończeniu kryzysu finansowego, który miał miejsce w 1998 spowodował wystąpienie nie notowanego od wielu lat wyżu demograficznego, którego widoczną oznaką był gwałtowny wzrost współczynnika urodzeń, zanotowany po raz pierwszy w 2005. Duże miasta zmierzyły się z problemem braku miejsc w przedszkolach wcześniej – w 2002 roku. Liczba dzieci czekających na przyjęcie do przedszkola w Moskwie oscylowała w granicach 15 tys., podczas gdy w dużo mniejszym Tomsku (liczba ludności: 489 tys. w 2002 r.) zbliżyła się do liczby 12 tys. Władze Moskwy ustanowiły specjalne „komisje przedszkolne”, których zadaniem było znajdywanie wolnych miejsc dla dzieci w przedszkolach. Ich powstanie było usprawiedliwione faktem nierównomiernego obłożenia poszczególnych przedszkoli, jak również uporządkowaniem spraw związanych z oczekiwaniem dziecka na przyjęcie do placówki; rodzice zaczęli bardzo często zapisywać dziecko na listę oczekujących zaraz po jego urodzeniu. Skala problemu różni się pomiędzy poszczególnymi dzielnicami, przykładowo w moskiewskim rejonie (odpowiedniku dzielnicy w Polsce) Fili-Dawydkowo (liczba ludności: ok. 112 tys. w 2010 r.) zlikwidowano wszystkie przedszkola należące do państwa, podczas gdy w położonym 37 km na północny zachód od Moskwy Zielenogradzie kolejka dzieci oczekujących na przyjęcie do przedszkola jest krótka. Niezależni dziennikarze wskazują, że łapówki i „podarki” składane w celu zapewnienia miejsca w placówce są zbliżone do tych, które spotyka się w kontekście egzaminów wstępnych do szkół wyższych, aczkolwiek władze odpierają te zarzuty.

## Szkolnictwo ogólnokształcące
W roku szkolnym 2007–2008 w Rosji znajdowało się 59 260 szkół ogólnokształcących: 19 635 z nich znajdowało się w miastach, a 39 625 na obszarach wiejskich.